# Ángel Gallardo (metropolitana di Buenos Aires)
Ángel Gallardo è una stazione della linea B della metropolitana di Buenos Aires. È situata sotto l'avenida Corrientes nel tratto compreso tra l'avenida Ángel Gallardo e la calle Lambaré, nel barrio di Caballito.  
Prende il nome da Ángel Gallardo, biologo, ingegnere ed entomologo argentino.

## Storia
La stazione venne inaugurata con il nome di Río de Janeiro il 17 ottobre 1930, con il primo tratto della linea.
Il 9 agosto 1993 uno scontro tra due convogli in questa stazione causò 72 feriti.

## Interscambi
Nelle vicinanze della stazione effettuano fermata diverse linee di autobus urbani ed interurbani.
- Fermata autobus